# Johannes Gachnang
Johannes Gachnang (* 30. Oktober 1939 in Zürich; † 11. Oktober 2005 in Bern) war ein Schweizer Künstler, Ausstellungsmacher und Verleger.

## Werdegang
Johannes Gachnang war in den späten 1960er Jahren zunächst als freier Künstler in Istanbul, Rom und Amsterdam tätig. Von 1974 bis 1982 war er Direktor der Kunsthalle Bern. Als Kurator prägte er verschiedene internationale Ausstellungen wie beispielsweise die Ausstellung "Der gekrümmte Horizont - Kunst in Berlin 1945 - 1967" in der Akademie der Künste (Berlin), die „documenta 7“ in Kassel, die „Rekonstruktion der Stadt“ auf der Internationalen Bauausstellung 1984 IBA in Berlin und Mailand 1984–1985, den „Bilderstreit“ in Köln im Jahre 1989 sowie „Chaos und Wahnsinn – Permutationen der zeitgenössischen Kunst“ im österreichischen Krems an der Donau 1996.
1983 gründete Johannes Gachnang an der Akademie der bildenden Künste in Wien das „Institut für Gegenwartskunst“. An der Akademie der Bildenden Künste in Karlsruhe und der Akademie der Bildenden Künste Nürnberg war Gachnang ebenfalls gefragter Gastprofessor.
Mit dem Berliner Kunsthändler Rudolf Springer gründete er 1983 den Verlag Gachnang & Springer. Seit 2003 war Johannes Gachnang wieder öfter als Ausstellungsmacher anzutreffen.
2005 widmete sich eine Ausstellung im Museum für Angewandte Kunst Frankfurt Gachnangs Einfluss als Verleger. Schwerpunkt der Ausstellung war dabei die Nähe Gachnangs zu Künstlern wie Karel Appel, Meret Oppenheim, Georg Baselitz, Per Kirkeby, Sigmar Polke, Jörg Immendorff, A. R. Penck, Markus Lüpertz, Günther Förg und Luciano Fabro.
Der Verlag Gachnang & Springer wurde von Scheidegger und Spiess übernommen.

## Auszeichnungen und Preise
- 1997: Anerkennungspreis der Eidgenossenschaft für kulturelle Verdienste
- 2001: Grosser Kunstpreis des Kantons Zürich
- 2005: Prix Meret Oppenheim der Schweizerischen Eidgenossenschaft für sein Lebenswerk.